# Радівська сільська рада
| Радівська сільська рада — орган місцевого самоврядування у Калинівському районі Вінницької області з адміністративним центром у с. Радівка. Сільській раді підпорядковані населені пункти: - с. Радівка - с. Софіївка |

## Склад ради
Рада складається з 16 депутатів та голови.

## Керівний склад сільської ради
| ПІБ                          | Основні відомості                                                                  | Дата обрання | Дата звільнення |
| ---------------------------- | ---------------------------------------------------------------------------------- | ------------ | --------------- |
| Пачевський Валерій Цезарович | Сільський голова, 1965 року народження, освіта, член Соціалістичної партії України | 26.03.2006   | 31.10.2010      |
| Пачевський Валерій Цезарович | Сільський голова, 1965 року народження, освіта вища                                | 31.10.2010   |                 |

Примітка: таблиця складена за даними джерела